# サハラ砂漠
- 地中海性植生
- 砂漠
- 乾燥性灌木地
- ステップ
- 草地サバンナ
- 樹木サバンナ
- 亜熱帯乾燥林
- 熱帯雨林

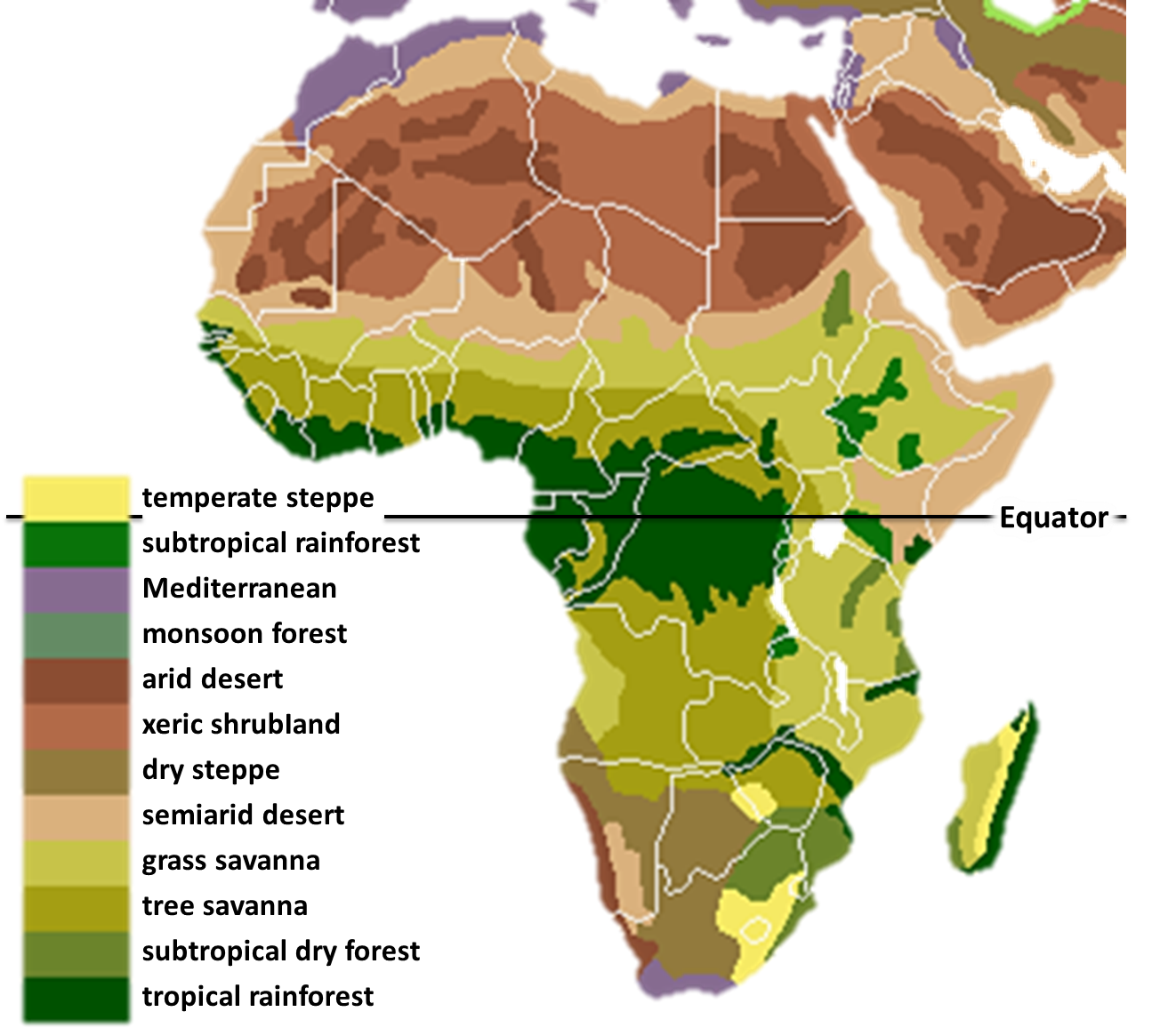
アフリカのバイオーム

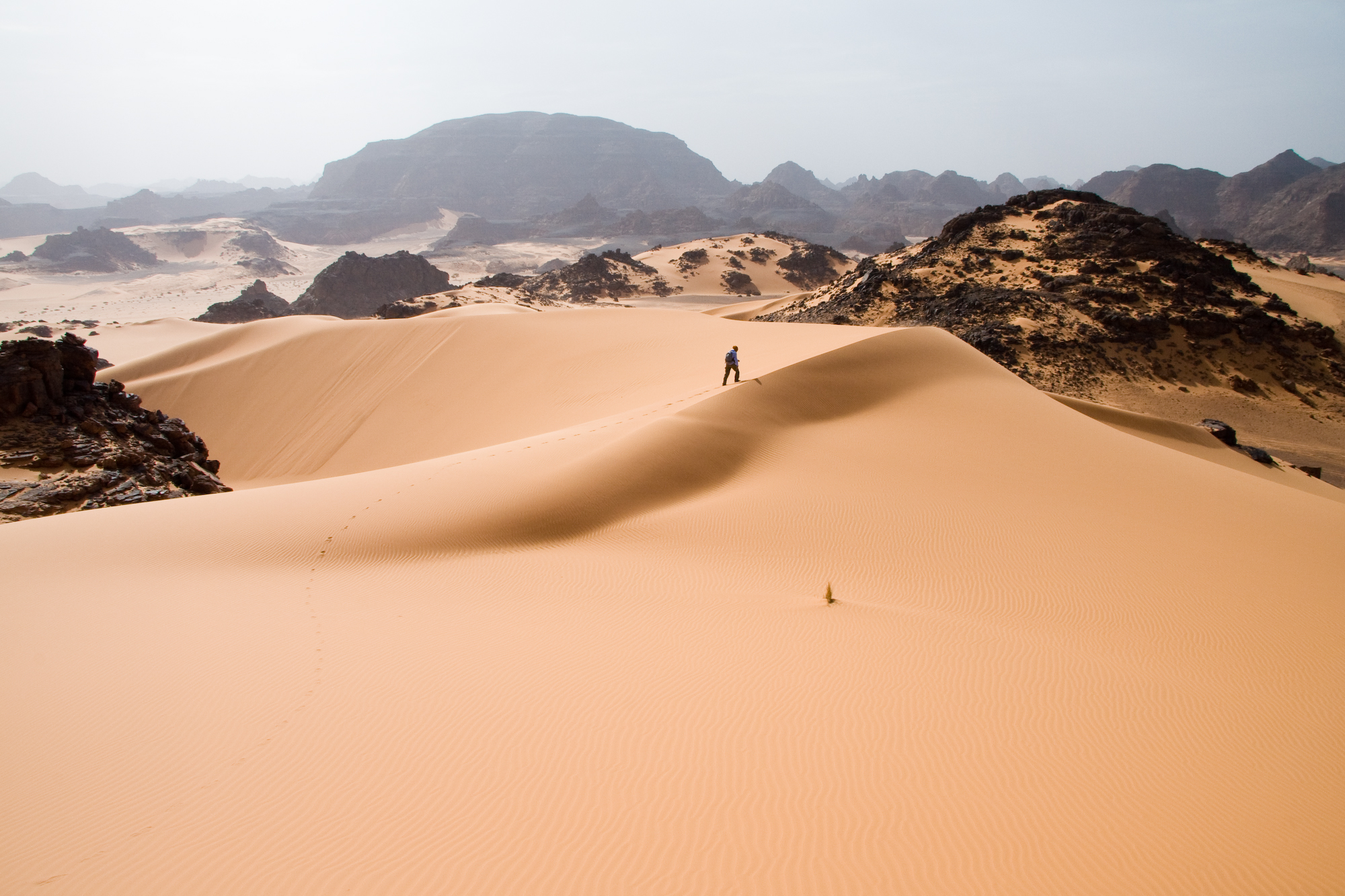
リビア西部のタドラート・アカクス砂漠

サハラ砂漠（サハラさばく、アラビア語:الصحراء الكبرى,ラテン文字翻字:al-Ṣaḥrāʾ al-Kubrā, アッ＝サフラー・アル＝クブラー）または単にサハラ は、アフリカ大陸北部にある砂漠で、氷雪気候の南極を除くと世界最大級の砂漠である。
南北1,700キロメートルにわたる。面積は約1,000万平方キロメートルであり、アフリカ大陸の3分の1近くを占め、アメリカ合衆国とほぼ同じ面積である。

## 名称
サハラは「砂漠」を意味するアラビア語の女性名詞名詞 صَحْرَاءُ（文語アラビア語休止形発音：ṣaḥrāʾ, サフラーッ/サハラーッ・サフラーゥ/サハラーゥ・サフラーァ/サハラーァを混ぜたような発音、口語アラビア語発音：ṣaḥrā, サフラー/サハラー ないし ṣaḥra, サフラ/サハラ）が由来である。
元来アラビア語辞典で
- 岩石の無い柔らかもしくは粗く平坦な場所（اَلْمُسْتَوِيَةُ فِي لِينٍ وغِلَظٍ دُونَ الْقُفِّ, al-mustawiya(h) fī līn wa-ghilaẓ dūna al-quff, アル＝ムスタウィヤ・フィー・リーン・ワ・ギラズ・ドゥーナ・アル＝クッフ）
- 何も無い広大な場所、広大なる空虚（اَلْفَضَاء الْوَاسِع, al-faḍāʾ al-wāsiʿ, アル＝ファダー・アル＝ワースィウ）
- 植物が全く生えていない何も無い広大な場所、広大なる空虚（اَلْفَضَاءُ الْوَاسِعُ لَا نَبَاتَ بِهِ, al-faḍāʾ al-wāsiʿ lā nabāt bi-hi, アル＝ファダー・アル＝ワースィウ・ラー・ナバート・ビ・ヒ）」

などと定義されてきた空間のことで、具体的には「砂漠」「土漠」を意味。特に北アフリカなどでは日常的にサハラ砂漠を指すことから、そのまま固有名詞としてヨーロッパの言語に定着した。
アラビア語で明示的にサハラ砂漠を指す時には最上級の形容詞「最も大きな、最大の（كُبْرَى, kubrā）」を後置修飾させ、اَلصَّحْرَاءُ الْكُبْرَى（転写：al-ṣaḥrāʾ al-kubrā, アッ＝サフラー・アル＝クブラー、実際の発音：ʾaṣ-ṣaḥrāʾu-l-kubrā, アッ＝サフラーウ・ル＝クブラー、直訳は「最大なる砂漠」）としたものが砂漠の名称として用いられている。
このように名称自体に「砂漠」の意味を含むことから、英語やフランス語では砂漠を意味する語（Desert/Désert）は添えず、単に The Sahara、Le Sahara と呼ぶのが正式である。
慣用的に日本語では「サハラ砂漠」、英語では「Sahara desert」、フランス語では「Désert du Sahara」などと呼びならわしているが、これらはいずれも「砂漠砂漠」となる重言に当たる。

## 概要

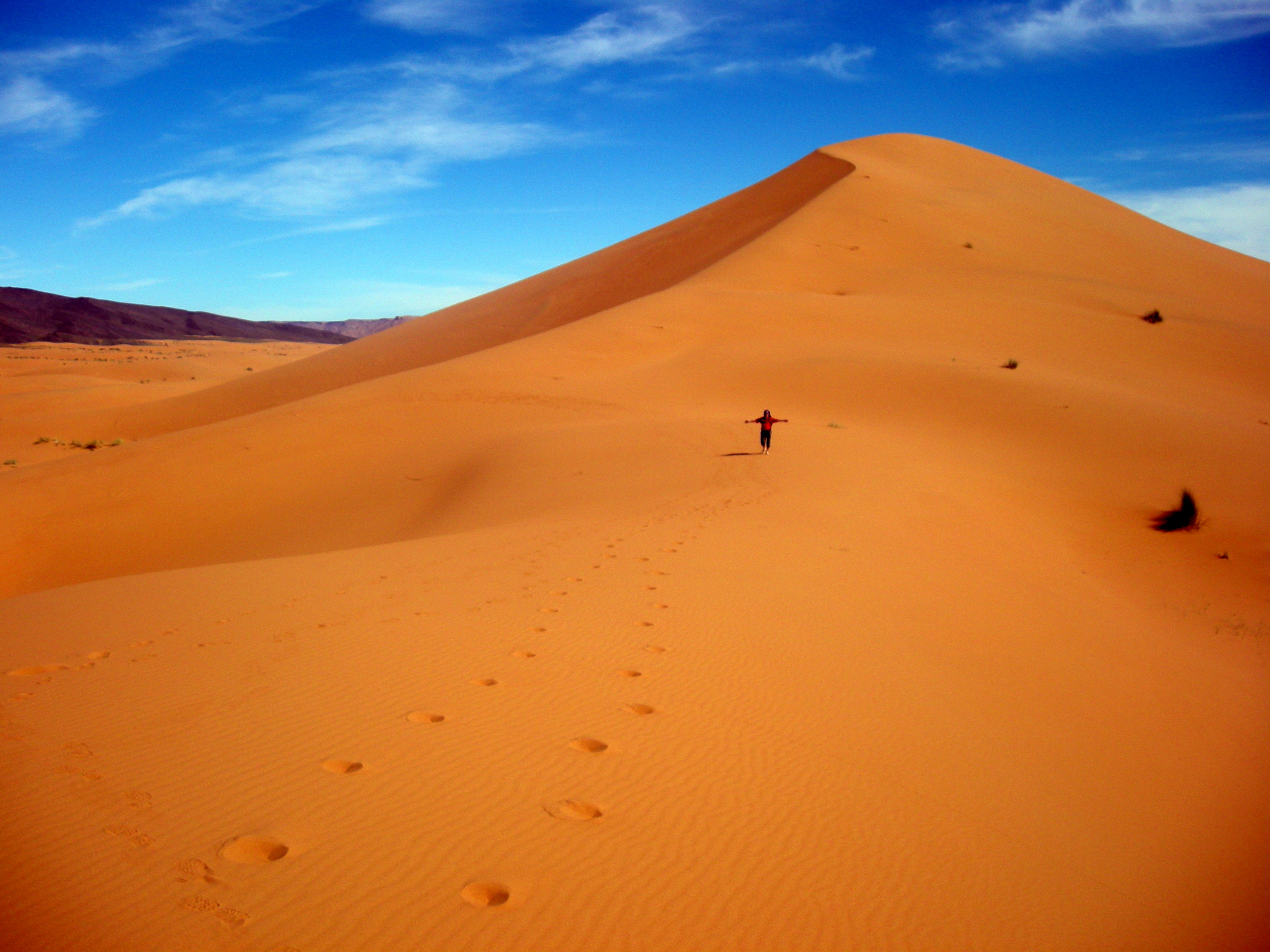
モロッコ、メルズーガ近郊（砂砂漠）

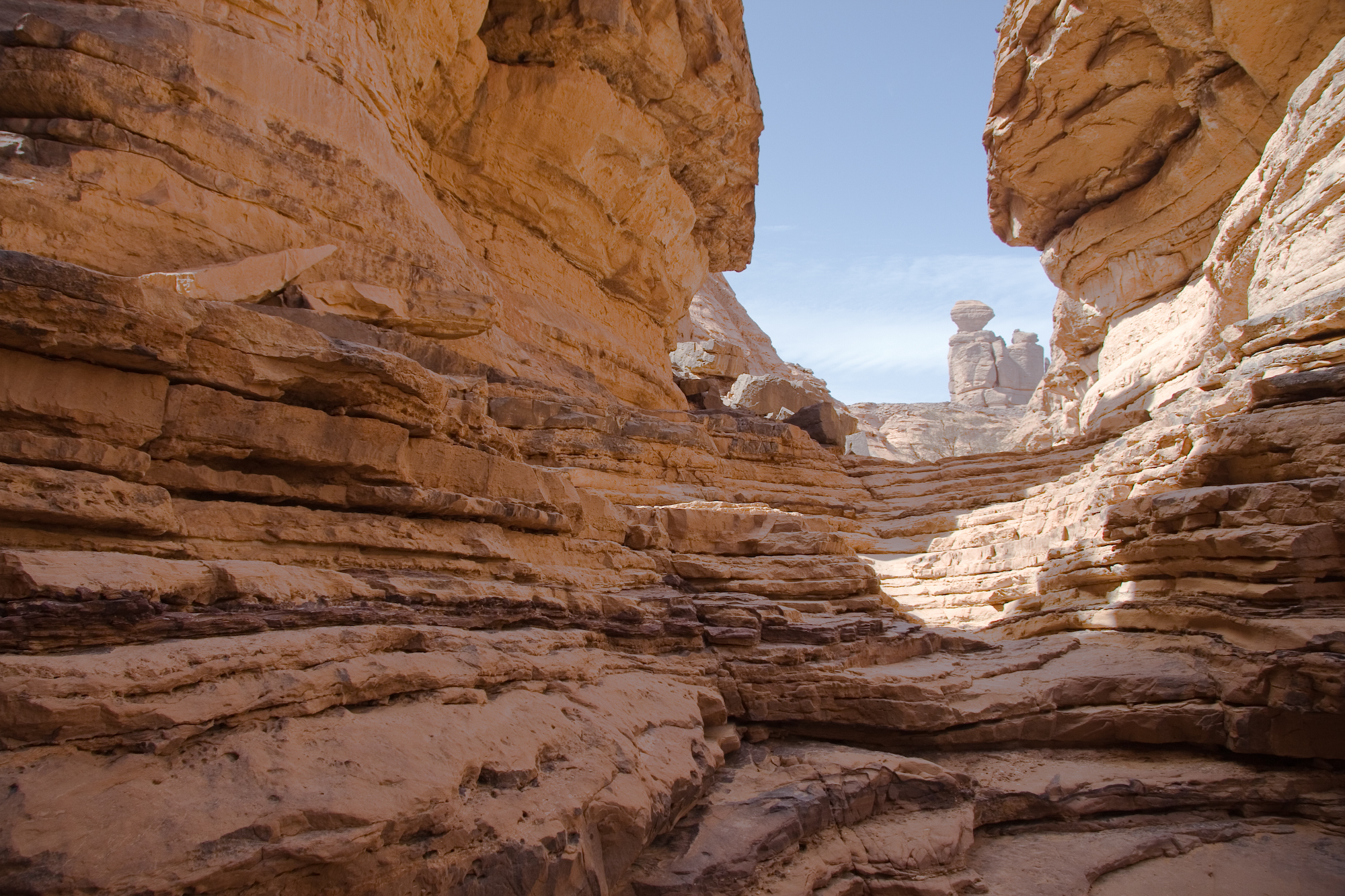
リビア、タドラルト・アカクス（岩石砂漠）

サハラ砂漠全体の人口は約2,500万人であり、そのほとんどはモーリタニア、モロッコ、アルジェリアに住む。サハラ砂漠内で最大の都市は、モーリタニアの首都ヌアクショットである。そのほかに重要な都市としては、ヌアディブー、タマンラセト、アガデズ、セブハ、インサラーが挙げられる。
サハラ砂漠は大西洋に接する。東側はエジプトに面し、スーダンとニジェール川を南の境とする。標高300メートル程度の台地が広がり、中央部にはホガール山地（アルジェリア南部）、アイル山地（ニジェール北部）、ティベスティ山地（チャド北部）がある。サハラ砂漠の最高点は、ティベスティ山地のエミクーシ山（3,415メートル）である。約70パーセントは礫砂漠で、残りが砂砂漠と山岳・岩石砂漠である。
サハラ砂漠は、アフリカ大陸を北アフリカとサブサハラ（サハラ以南）に分割している。2つの地域は気候の上でも文化の上でも大幅に異なっている。サハラ砂漠より北は地中海性気候であるのに対し、砂漠の中は砂漠気候（BWh）である。一方、砂漠の南端はステップ気候帯に隣接している。南部限界は、年150ミリの降水量線に相当している。
サハラ砂漠の成因はハドレー循環による北緯20度から30度にかけての亜熱帯高圧帯の直下に位置し、年中アゾレス高気圧に覆われることによって降雨が起こらないことである。インドや中国南部のようにこの緯度にあっても地形の関係で大量の降雨がある地域もあるが、サハラ砂漠はアジアのヒマラヤ山脈のような広域気象に影響を与えるような大山脈が存在せず、北のアトラス山脈を除いてはほぼ平坦な地形であることから緯度がそのまま乾燥度に関係し、広大な砂漠を形成している。しかし、亜熱帯高圧帯は地球全体の気象の変化によって数千年単位で北上・南下を繰り返すため、過去には何度も湿潤地帯となったことがあった。

## 資源
サハラ砂漠はさほど鉱物資源の多い地域ではないが、それでもいくつかの大規模鉱山が存在する。もっとも豊富で価値のある資源は石油である。特に砂漠北部のアルジェリアとリビアには豊富な石油と天然ガスが埋蔵されており、アルジェリアのハシメサウド油田やハシルメルガス田、リビアのゼルテン油田、サリール油田、アマル油田などの巨大油田が開発され、両国の経済を支えている。
また、モロッコと西サハラには燐酸塩が埋蔵されている。西サハラのブーカラーで採掘されるリン鉱石は、全長約90キロメートル以上のベルトコンベアーで首都アイウンまで運ばれ、船に積み込まれる。この採掘は、全域が砂漠の西サハラにおいて最大の産業となっている。
このほか、砂漠西部のモーリタニア北部、ズエラットには巨大な鉄鉱床が存在し、ここで採掘される鉄鉱石は近年大西洋沖合いにて石油が発見されるまでモーリタニア経済の柱となってきた。
また、砂漠中央部、ニジェール領アーリットにはウランの鉱床があり、アクータ鉱山とアーリット鉱山の2つの鉱山が開発されて、ほかに見るべき産物のないニジェール経済の牽引車となってきた。
北東部のリビア砂漠においては、リビアングラスという天然ガラスが埋蔵され、古代エジプト時代より宝石として珍重されてきた。また、サハラ北部には砂漠のバラが多数存在し、土産物となっている。
歴史上においては、サハラ砂漠でもっとも貴重な鉱物は塩であった。1030年ごろ、現在のマリの最北端にタガザ塩鉱が開かれ、サハラ交易の最重要拠点のひとつとなり、ここをめぐってモロッコのサアド朝がタガザの支配権を握っていたソンガイ帝国を滅ぼしている。タガザ塩鉱はこのころには枯渇していたが、その160キロ南にあるタウデニの塩鉱が代わって開かれ、現在でも重要な塩の産地となっている。タウデニから南のトンブクトゥまでは、現在でもラクダのキャラバンによって塩の板が運ばれていく。
サハラ砂漠においてもっとも希少な資源は水であるが、サハラは数千年前までは湿潤な土地であり、そのころに蓄積された化石水が地底奥深くに眠っている。それに目をつけたのがリビアのカダフィ大佐であり、1984年にリビア大人工河川計画を発表した。これはフェザーンやキレナイカ南部の化石水をくみ上げてトリポリやベンガジといった海岸部の大都市に供給するものであり、計画は一部完成して1993年にはベンガジに、1996年にはトリポリに送水が開始された。しかし、この化石水は現在の気候条件下では再生不可能なものであり、使用しきってしまえば一瞬にして無用の長物と化すため、浪費であるとの批判もある。また、地下帯水層の枯渇によってリビア南部のオアシスに重大な影響が出る恐れがあるなど、環境破壊の観点からも批判がある。

## 地理

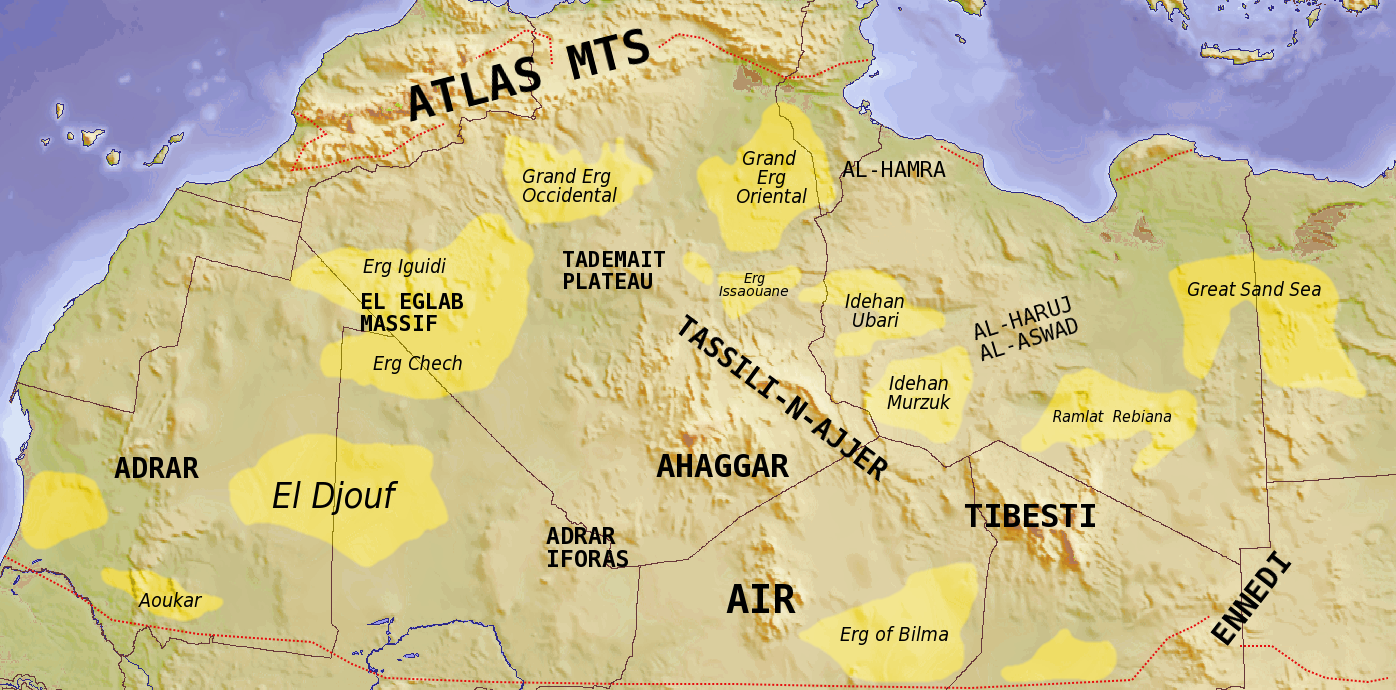
主要地形区。リビア砂漠、テネレ砂漠、西サハラ、ホガール山地など

サハラ砂漠はエジプト、チュニジア、リビア、アルジェリア、モロッコ、西サハラ、モーリタニア、マリ、ニジェール、チャド、スーダンにおよぶ。砂漠地形は風と季節雨が形成する。砂丘、砂平原、砂海（エルグ）、岩石砂漠（ハマダ）、礫平原（レグ）、涸れ谷（ワディ）、塩類平原（シャット）などがある。エルグは砂丘が連なる光景で、サハラ砂漠といえばまず連想される光景ではあるが、エルグは砂漠全体の14パーセントにすぎず、多くは台地状の岩石砂漠である。
深く切り裂かれた山地や山脈、火山などの高まりも見られる。サハラ砂漠で最高峰は北部チャドのティベスティ山地に位置するエミクーシ山（標高3,415メートルの火山）である。サハラの西部、モーリタニアの中央部にはリシャット構造と呼ばれる巨大な環状構造地形が存在する。これは長年の風化と侵食によって柔らかい岩石の部分が削られてできたもので、同心円状の山地が50キロメートルにわたって続き、その特異な形状から「サハラの目」とも呼ばれる。
サハラ中央部、チャド北部にはボデレ低地と呼ばれる広大な低地がある。この低地はガザール・ワディによって南のチャド湖とつながっており、過去の湿潤期にはチャド湖方面から流れ込んできた水によって大きな湖となっていた。8000年前の最湿潤期にはチャド湖と一体化した大チャド湖の一部となったこともある。そのころにたまったシルトや砂によって現在は一面の砂丘地帯となっており、サハラから近隣地域にまで拡散する膨大な砂塵はその多くがボデレ低地から運ばれたものとされる。また、サハラで最も低い土地はサハラ北東部、エジプト西部にあるカッターラ低地（標高マイナス133メートル）である。

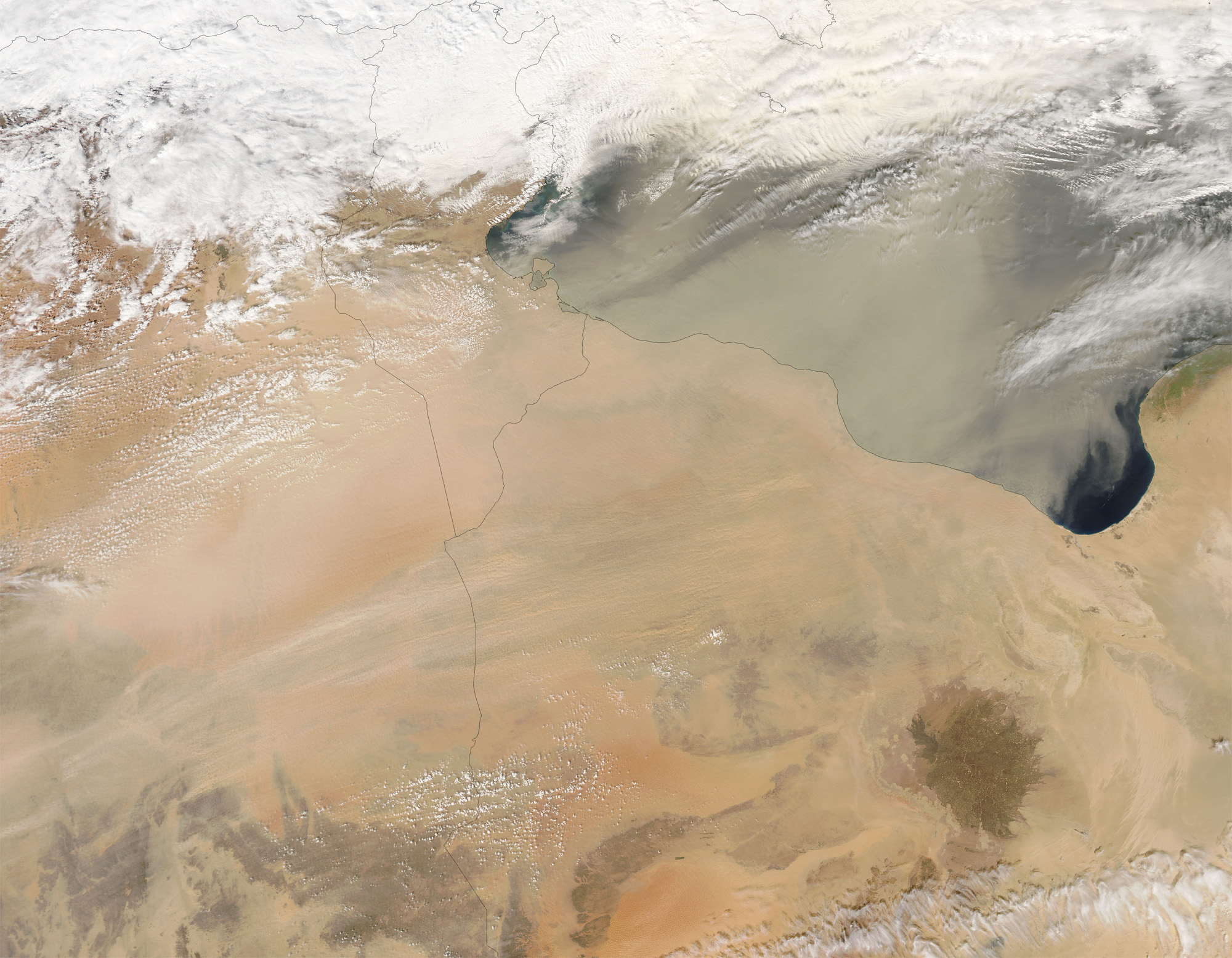
リビア上空を覆う砂嵐。地中海にまで大量の砂塵が巻き上げられている様子が衛星軌道からも確認できる。2005年1月1日。

サハラからは季節によって周辺地域に風が吹き込む。冬にギニア湾や大西洋岸に向けて吹き込む風はハルマッタンと呼ばれ、熱風ではなくむしろ涼しい風であるがきわめて乾燥しており、この地方に乾季をもたらす。夏に北のリビア方面に吹き込む風はギブリと呼ばれ、熱く乾いている。この風がイタリアにまで到達するとシロッコと呼ばれるようになるが、間の地中海で水分を吸収するため湿った風となる。春にサハラからリビアやエジプトに向けて吹き込む熱く乾いた風はハムシンと呼ばれる。
いずれの風もボデレ低地を中心としたエルグから巻き上げられた砂塵を大量に含むため、周辺地域に大量の砂塵を降らせ、市民生活に多大な支障をもたらす。この砂塵はさらに海を越え、ヨーロッパや北アメリカ、南アメリカといったほかの大陸にまで到達する。巻き上げられる砂塵の量は年間20億から30億トンにもなり、2月から4月にかけてはカリブ海や南アメリカ大陸に、6月から10月にかけてはフロリダ州などに降り注ぐ。この砂塵は黄砂のようにさまざまな害をもたらす一方、アマゾン熱帯雨林に必要な栄養素を補給するなどの役目も果たしている。

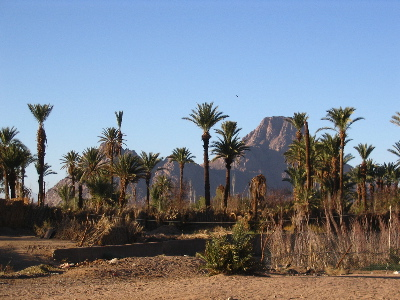
アハガル山地のオアシス

ナイル川を例外として、ほとんどの河川は季節的か間欠的に見られる。地下水が地表に現れオアシスを形成する。サハラ砂漠中央部は極度に乾燥しており、植生はほとんどない。砂漠の端で山地から水の供給のあるところでは草、潅木、高木が生えている。かつて湿潤だったころの名残として、ニジェール中部のテネレ砂漠にテネレの木と呼ばれるアカシアが生えており、世界でもっとも孤立したところにある木として知られていたが、1973年に倒されてしまった。南部のサヘルとの境界は気象学的に年間降水量150ミリの線である。

## 住民と生活
サハラの先住民は、西部全体に居住する白人系のベルベル人と、ティベスティ山脈周辺に居住する黒人系のテダ人（トゥブ人）である。これに、6世紀以降東からやってきたアラブ人と、アラブ人とベルベル人の両方の祖先を持ちイスラム化されたムーア人がいる。ムーア人は西方のモーリタニア周辺を中心に居住する。
サハラの伝統的産業は、オアシスでの農業と遊牧である。フォガラと呼ばれる地下水路によって水をオアシスまで引き込むことも多く行われる。オアシスで栽培されるものはナツメヤシが中心である。

## 砂漠化の進行
サハラ一帯は、完新世（1万年前 - 現在）以降は湿潤と乾燥を繰り返してきた。2万年前から1万2000年前はサハラ砂漠がもっとも拡大した時期で、現在のサヘル地帯のほとんどがサハラ砂漠に飲み込まれていた。その後最終氷期の終焉とともにサハラは湿潤化を開始し、およそ8000年前にもっとも湿潤な時期を迎えた。この時期の砂漠はアトラス山脈直下の一部にまで縮小し、サハラのほとんどはサバンナやステップとなり、森林も誕生した。7500年前に一時乾燥化したがすぐに回復し、5000年前までの期間は湿潤な気候が続いた。
その後、徐々に乾燥化が始まり、以来現在にいたるまでは乾燥した気候が続いている。5000年前と比べると砂漠の南限は1,000キロメートルも南下している。乾燥化は歴史時代を通じて進行しており、砂漠の南下も進行中である。
20世紀以降では、1915年ごろ以降降水量は増加したが、1920年代以降現在までは降水量は減少傾向にある。
1960年代以降、サハラ地域を含めアフリカでは人口爆発が続いている。食料増産・生活のため、焼畑農業・過放牧・灌木の過度の伐採が行われ、生態系が破壊される悪循環が繰り返されている。
1968年 - 1973年にかけて、サハラ一帯に2,500万人が被災した大規模な旱魃が発生した。なお、これを契機として、1977年に国連砂漠化防止会議（UNCOD）が開催された。しかし1983年 - 1984年にかけ再び大旱魃が発生した。モザンビーク、アンゴラ、スーダン、チャド、エチオピアでは、旱魃に加え政情不安定もあり、飢餓で多数の死者を出した。
人口爆発・旱魃により、砂漠化は急速に進行し始めた。貧困・気候変動も密接に関連しているため、決定的な解決策は存在しないに等しい。現在でもサハラ南縁部は世界でもっとも砂漠化が進行している地域で、毎年約6万平方キロメートルのスピードで砂漠の面積が増加し続けている。国連環境計画（UNEP）の調査では、南側で毎年150万ヘクタール（15,000平方キロメートル）ずつ広がっていると報告されている。
2007年からは、砂漠の拡大を防ぐためにアフリカ連合の主導によって、アフリカ西岸のセネガルから東岸のジブチの沿岸部までの約7000kmを樹林帯でつなぐグレート・グリーン・ウォールプロジェクトが開始されている。
ところが、地球温暖化による気候変動によって再び植生が変化しつつあり、南縁部には緑化の兆候もあるという。このような近年の調査研究による予想モデルでは、雨量が増加し湿潤化されるとの説もある。

## 国際関係と政治情勢
サハラ周辺各国が一堂に会しサハラについて話し合う国際機関や協定は存在しない。アフリカ連合も、西サハラの独立派武装組織ポリサリオ戦線が樹立した亡命政府サハラ・アラブ民主共和国がアフリカ連合前身のアフリカ統一機構に1985年に加盟したことを受けてモロッコが同年脱退し、周辺各国がすべて加盟しているわけではない。
独立以後、サハラに引かれた国境線をめぐっては何度か国境紛争が起こっている。また、特にサハラに住むトゥアレグ人やトゥブ人などが中央政府に対して反乱を起こすことも多く、政情は安定していない。
1960年のアフリカの年にほとんどの国家が独立したあと、最初にサハラで混乱が起きたのはチャドであった。フランソワ・トンバルバイ大統領率いる南部の黒人中心の政権に対して1965年に北部のイスラム系住民が反乱を起こし、断続的に1990年まで内戦が続いた。この内戦には北のリビアが介入し、1973年にはリビアが領有権を主張していたチャド北部のアオゾウ地帯を占領下に置いた。さらにリビアは内戦への介入を強め、イッセン・ハブレとグクーニ・ウェディを交互に支援して何度か首都ンジャメナまで侵攻した。しかし1986年にはハブレ政権がリビアと対立を深め、リビアはチャドに侵攻。これに対しチャドは反撃し、1987年のトヨタ戦争においてテクニカルを駆使してリビアの戦車部隊を壊滅させ、アオゾウを奪回。1994年の国際司法裁判所の判決によってこの地域はチャド領と裁定され、リビアも撤退した。
ついで紛争が起こったのは、サハラ西端のスペイン領サハラにおいてである。この地域にはモロッコとモーリタニアとが領有権を主張していたが、1975年11月にモロッコが緑の行進と呼ばれる大デモンストレーションを行ってスペインに割譲を同意させ、同地域は北の3分の2をモロッコが、南の3分の1をモーリタニアが支配することになった。これに対し、西サハラの独立勢力であるポリサリオ戦線が激しく反発し、サハラ・アラブ民主共和国の建国を宣するとともにこの地域でゲリラ戦を展開、特にモーリタニア軍に対して圧力をかけた。ポリサリオ戦線は1976年6月には首都ヌアクショットに侵攻、さらに西サハラとの国境線上にあるフデリックの鉄鉱山に打撃を与えることができた。これによりモーリタニアはポリサリオ戦線と和平を結び、1979年にはこの地域の領有権を放棄する。しかし同時にモロッコ軍が放棄された南部にも侵攻して支配下に治め、南部諸州として実効支配下に置いた。この状態を解決するため国際連合が仲裁に入り、1991年には解決計画が両者間にて合意が成立し、住民投票によって帰属の意思を問うことが決定され、停戦が成立した。同時にこの停戦を監視する国際連合西サハラ住民投票ミッション（MINURSO）の平和維持軍も設立された。しかし投票資格をめぐって両者間は対立し、停戦は継続しているものの投票は無期延期となったままである。現在ではモロッコ軍は内陸部の無人地域との間に砂の壁と呼ばれる壁を築いて海岸沿いの有人地域を制圧しており、西サハラ側は壁の外側を支配している。
1990年代に入ると、気候の乾燥化による経済の悪化や中央政府の腐敗などに反対して、マリやニジェール北部に居住するトゥアレグ人が反乱を起こすようになった。この反乱はすぐに中央政府と和平が結ばれたが、2012年にはマリ北部で反乱が再燃。北部を完全に掌握し、アザワドとして独立を宣言した。
21世紀にはいるとイスラーム・マグリブのアル＝カーイダ機構（AQIM）の勢力拡大に対抗するため、対テロ戦争の一環として2007年よりトランス・サハラにおける不朽の自由作戦が開始された。

## 歴史
サハラ砂漠周辺への人類の定住は古く、50万年前にさかのぼる。石碑などの出土品からは、当初この地帯は湿潤な気候で、野牛などの狩猟が行われたことが窺われる。アフリカ沿岸の航路が開拓されるまでは、サハラ砂漠内にはいくつかの重要な通商路が存在した。考古学的にも、サハラ周辺とほかの地域との交易が有史以前から行われたことが明らかにされている。アルジェリア南東部のタッシリ・ナジェールやニジェール北部のアイル山地、リビア西部のタドラルト・アカクスなどでは洞窟壁画が発見され、その移り変わりによってサハラの気候変化と、それにともなう人々の生活の変化がわかる重要な資料となっている。

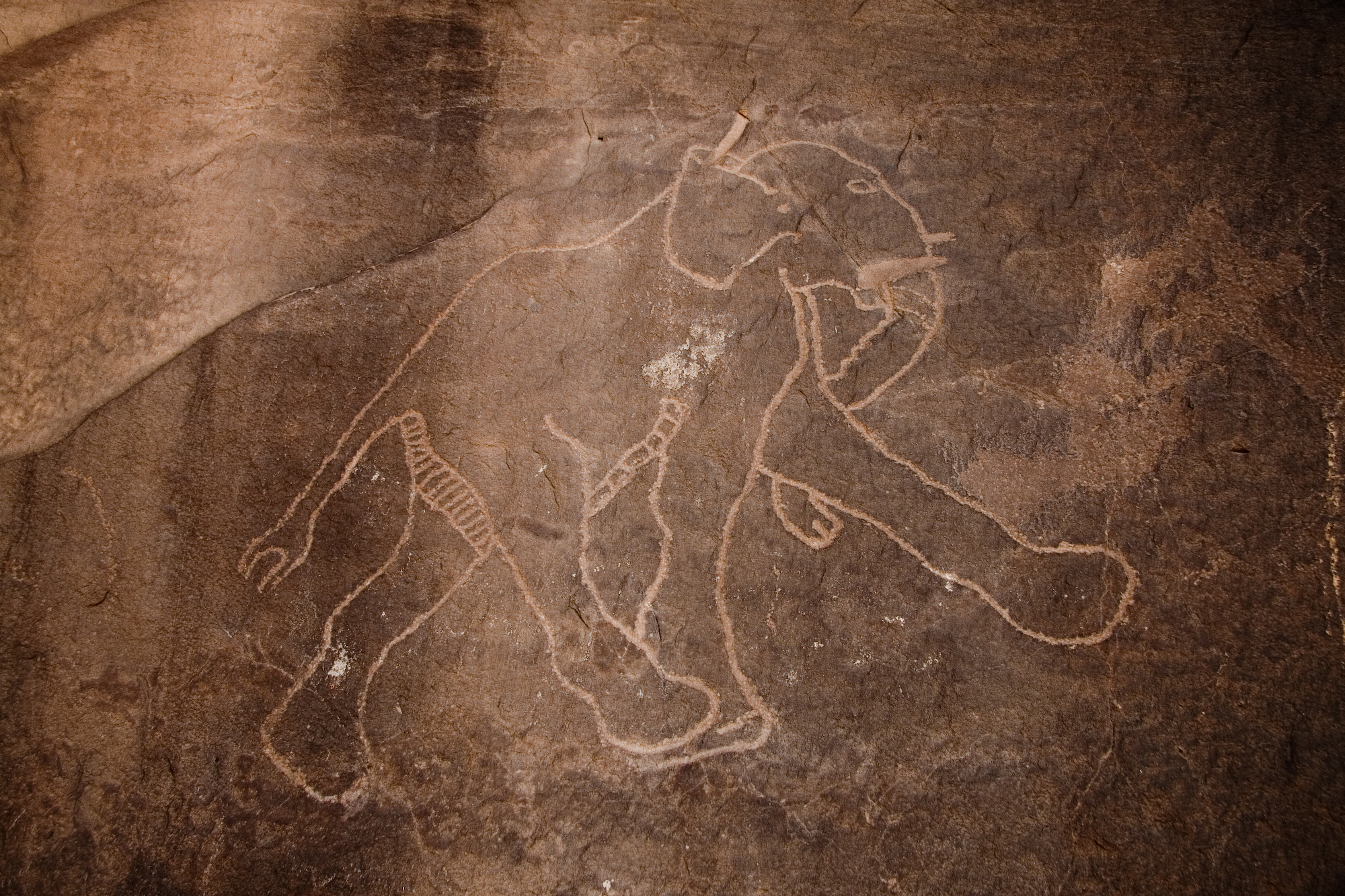
リビアで発見された壁画

### 先史時代
ブバルス時代 (Bubalus period)：紀元前35000年ごろから紀元前8000年ごろ
野牛、ゾウ、カバなど、今日ではこの地域で絶滅した動物が生息したことが窺われる。
人間はおもに棍棒で武装したものと推定される。ほかに斧や弓も使用されたが、槍は使用されなかった。また一部では兜も用いられた。
家畜時代 (Cattle period)：紀元前7500年ごろから紀元前4000年ごろ
家畜の飼育が普及した。ヒツジとヤギが飼育され、窯業が始まった。
研磨による石斧や石の鏃などが生産されるようになった。弓矢はおもに狩猟のために使用された。家畜類はアジアから輸入された。
この時代の後期には村落が形成され、それまでより多数の人口が維持可能になった。また家畜の群れを飼育することも行われるようになった。
イマジゲン時代 (Imazighen period)：紀元前3000年ごろから紀元前700年ごろ
この時代の初期にはウマ、ラクダ、乳牛の飼育が行われるようになった。イマジゲン（アラビア語: إيمازيغن ; Īmāzīghan）とはいわゆるベルベル人のことである。
紀元前1220年ごろから、フェニキア人との交易により鉄器がもたらされた。
サハラ砂漠からエジプトに渡っていくつかの王国による連合体が作られた。これらの王国は海岸付近に位置したが、中には砂漠の中におよぶものもあった。

### 歴史時代

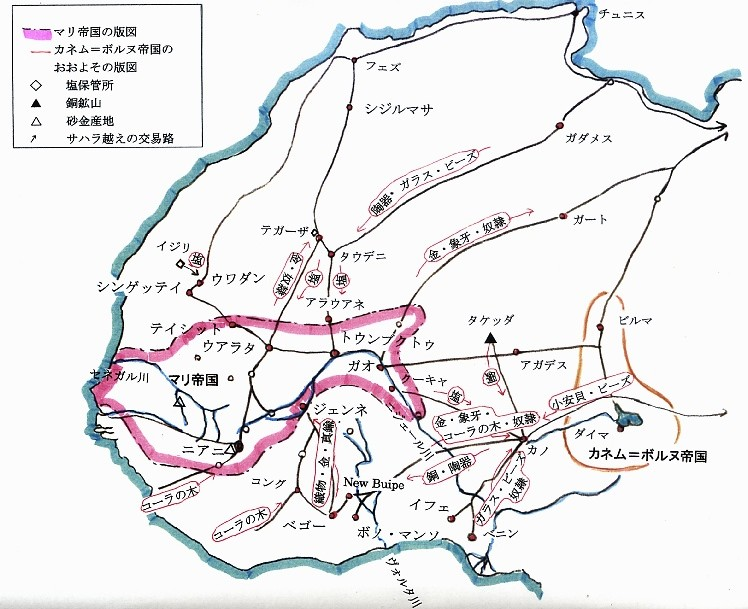
13世紀～15世紀初頭のマリ帝国とサハラ交易路

このころから、地中海沿岸には都市国家が栄えるようになった。中でも有力なものは地中海に面するフェニキア人の植民地を元とする都市国家カルタゴであり、紀元前8世紀ごろから紀元前3世紀ごろにかけて繁栄した。共和政ローマによってカルタゴが滅ぼされると、これらの地域はローマの勢力下に治められ、アフリカなどいくつかの属州に分割された。しかしこれら諸国の支配は海岸部に限られ、サハラ砂漠内におよぶことはなかった。紀元前20年にはローマ帝国軍がフェザーンに攻め込んでガラマンテスの首都ガラマを占領しているが、恒久的に領土化することはなかった。
サハラ砂漠内の諸民族で、もっとも早く文献に登場するのはトゥアレグ人の先祖であるガラマンテス人である。これは現在のフェザーンに本拠を置いた民族で、紀元前5世紀ごろから5世紀ごろまで栄えた。ガラマンテス人は馬車を使用し、穴居する黒人を狩ったとされる。この時代の馬車の絵がトリポリからガオまで、またアルジェリア南部からセネガル方面までの2ルートで砂漠を縦断するように発見されており、砂漠の縦断ルートはすでに形成されていたことがうかがえる。しかし、馬車の絵は常に戦闘状態にて描かれ、またサハラの南北双方においてサハラを越えた先の物品の出土がないことから、この時代にはサハラを越えての通商はまだ行われていなかったと推測されている。
サハラの歴史に重大な転機が訪れるのは3世紀ごろである。このころサハラにラクダが普及し始め、馬に比べてはるかに砂漠に強いラクダの使用によって砂漠越えの通商が採算に合うようになったのである。このころから、サハラに居住する民族によってサハラ交易が徐々に拡大していった。やがてローマ帝国が衰えると、429年ごろにヴァンダル人がイベリア半島経由で北アフリカに進入し、ヴァンダル王国を築いた。ヴァンダル王国532年ごろに東ローマ帝国によって再び征服された。
647年ごろにイスラム帝国が北アフリカを征服すると、サハラ交易はさらに盛んになっていった。北アフリカにおけるイスラム教の隆盛とアラブ人の進出とともに、砂漠に住むベルベル人たちもハワーリジュ派のイスラム教を受け入れ、サハラ砂漠は徐々にイスラム教化されていった。このころ、砂漠の南のサヘル地帯にも西アフリカ最初の黒人帝国であるガーナ王国が成立し、サハラ交易、特に塩と金の交易に基盤を置いて繁栄した。
サハラ交易の基盤は、北の塩と南の金の交換にあった。北の塩床から塩を切り出して砂漠を越えて南へ運び、サヘルの黒人王国まで運んでいく。黒人王国はこの塩をさらに南、セネガル川やニジェール川最上流の産金地帯まで運んでいき、ここで金と交換して自国へ戻り、この金を北の商人に渡す。この流れは16世紀にポルトガル人が海岸地方に来航するまでサハラ交易の基本システムとなった。
1040年、ベルベル系の砂漠の遊牧民サンハージャ族の間でイスラム教の改革運動が起き、1056年、この教団がムラービト朝を建国した。ムラービト朝はサハラを北進してサハラ交易の一中心であったシジルマサを押さえ、モロッコ、さらにはスペイン南部を占領する一方、南のガーナ王国に対して1061年ごろジハードを宣し、1076年にこれを滅ぼして、サハラ砂漠の南北にまたがって領土を持つ最初の国家となった。1087年にはガーナが再独立したものの、往年の力はなく、やがて13世紀に入るとその南のマリ帝国が力を持つようになり、西アフリカの覇者となった。マリはニジェール川流域を支配下に置き、やはりサハラ交易によって栄え、マンサ・ムーサ王がサハラ砂漠を越えてメッカへと巡礼に向かうなどしたが、15世紀には衰えた。
マリのあとに西アフリカを支配したのはソンガイ帝国である。14世紀に強大となったこの王朝は、サハラ中央部のテガザ塩鉱を支配下に置き、塩と金の双方を支配下に置くことで繁栄した。しかし、16世紀末にテガザ塩鉱の支配権をめぐって北のモロッコのサアド朝と紛争を起こし、1592年にサアド朝の遠征軍によって滅ぼされた。これによってサアド朝もサハラの南北にまたがって領土を持つこととなったが、サアド朝本国の内乱によってこの支配はわずか22年で終了する。この後もニジェール川流域に土着したモロッコ系豪族によってモロッコの名目上の支配は続くものの、西アフリカの統一も、サハラの南北統一も二度となされることはなく、サハラの西側を通る交易ルートは徐々に衰退していく。
これに代わって、すでに15世紀にエジプトのマムルーク朝の勃興とともに復活していたサハラの中央部を通る交易ルートが隆盛に向かった。このルートは南に金鉱を持たなかったため発達が遅れていたが、北の馬と南の奴隷を柱とする交易で栄えるようになった。この交易ルートを押さえていたのが、チャド湖を中心に栄えたカネム・ボルヌ帝国と、その西にあるハウサ諸王国である。カネム・ボルヌは16世紀、イドリス・アローマ王のもとでチャド北部、さらにはフェザーンまでを支配下に置き、サハラ中央部まで進出して交易ルートを握った。このころオスマン帝国がサハラ砂漠に隣接する北地中海沿岸を版図に収めており、サハラ砂漠交易ルートはいまだに隆盛していた。
しかし、大航海時代とともに、西ヨーロッパ各国がアフリカ大陸の海岸部に進出してきた。ヨーロッパ諸国はギニア湾岸に交易地を多く建設していき、これにともなって海岸へと向かう交易ルートが新たに開発されるようになった。中央部や東部のサハラ交易はまだ影響を受けなかったが、西部の交易は次第に海岸部向けのものが主流になっていく。アシャンティ王国やダホメ王国などの海岸に近い国家が新たに交易によって繁栄するようになり、内陸は徐々に寂れていった。それでも東部の交易は続いており、18世紀にはトリポリのカラマンリー朝がフェザーンを征服してサハラ中央部にまで支配を伸ばすなどしている。しかし19世紀後半、交易が完全に海路中心となり、さらにヨーロッパの列強諸国がサハラに進出して、サハラが国境線によって完全に分断されるとともに交易ルートも切断され、サハラ交易はここに終焉した。
サハラ砂漠に積極的に進出したのはフランスで、北のアルジェリアからサハラを南下するルートと、西のダカールからサヘルを西進し、そこから北上するルートで攻略を進め、20世紀初頭にはサハラ砂漠の大部分がフランス領となった。そのほか、海岸部の西サハラをスペインが、エジプトとスーダンをイギリスがそれぞれ支配し、1912年には伊土戦争の結果オスマン帝国からリビアをイタリアが奪取し、残るモロッコ王国も同年フェス条約によってフランスの保護領とされて、サハラ砂漠はすべて欧米列強によって分割されることとなった。
第二次世界大戦後は独立が進み、1960年の「アフリカの年」に旧フランス領諸国が一気に独立を果たして、さらに1962年にアルジェリアが独立することでこの地域は西サハラを除いてすべて独立を達成することとなった。

## 交通

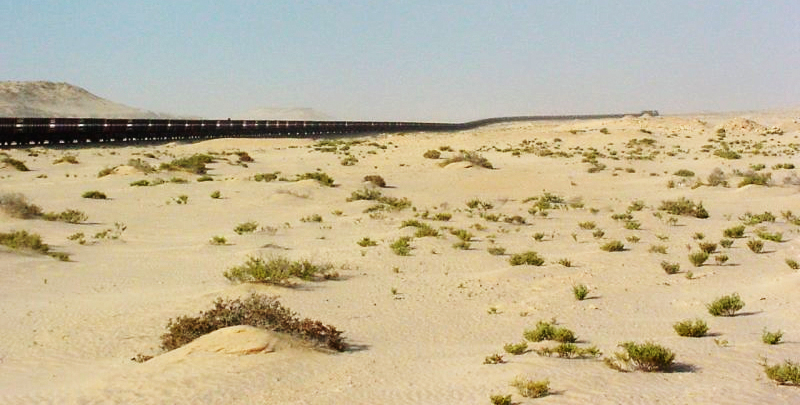
モーリタニア鉄道の沿線風景

サハラ砂漠を南北に縦断するルートは何本か存在するが、一般的な自動車が走破可能な道路を選び、かつ、給油の便を考えるとわずか3本ほどに絞られる。モロッコのマラケシュから大西洋沿岸を西サハラのアイウン、ダクラ、モーリタニアのヌアディブーを通ってヌアクショットへいたるもの、アルジェリアのベシャールやアバドラから南下してマリのガオにいたるもの、アルジェからタマンラセット、ニジェールのアーリットを通ってアガデスへと抜けるものなどである。しかしどのルートも国境付近には道路らしい道路はなく、前の車の轍を目印に走ることとなる。車両の故障が命取りとなり、多くの犠牲者を出す例もある。
しかし21世紀に入り、ヌアディブーからヌアクショットの道路が舗装されて大西洋沿岸のルートはほぼ舗装が完了し、サハラ初の縦貫舗装道路となった。なお、サハラを横断する道路は一本も存在しない。
また縦貫路は、サハラ以南の経済難民が砂漠を縦断して欧州を目指す経路にもなっている。ただし悪質な密航業者により砂漠内で難民が遺棄されるケースもあり、死者も発生している。
1979年から2007年までの間は、パリから出発してセネガルのダカールまでの約1万2,000キロを走破する世界有数のラリーレイド競技であるパリ・ダカール・ラリーのメインコースとなっていたが、テロや強盗に遭うことが少なくなく、2008年には治安の悪化によってレース自体が中止に追い込まれた。これを受けて、2009年度からはダカールラリー・アルゼンティーナ・チリ・ペルーと名を変えて南アメリカ大陸でレースが行われることとなり、サハラでの競技は行われなくなった。
鉄道はほとんど存在しないが、モーリタニア北端を走るモーリタニア鉄道は例外である。この鉄道はサハラ砂漠の中にあるズエラットと大西洋岸のヌアディブーの間を結ぶ全長717キロの鉄道で、全線が砂漠の中を走る。ズエラット近郊のフデリックの鉄鉱石をヌアディブー港まで運ぶための鉄道であり、鉄鉱石を積んだ貨車の列は全長3キロにもおよび、世界一長い列車として知られる。旅客専用列車はないが、この貨物列車の最後尾に客車が連結されており（混合列車）、旅客の利用もできる。